# Ле-Рой (город, Миннесота)
Ле-Рой (англ. Le Roy) — город в округе Моуэр, штат Миннесота, США. На площади 1,6 км² (1,6 км² — суша, водоёмов нет), согласно переписи 2002 года, проживают 925 человек. Плотность населения составляет 562,1 чел./км².
- Телефонный код города — 507
- Почтовый индекс — 55951
- FIPS-код города — 27-36620[1]
- GNIS-идентификатор — 0646545[2]